# ليوبولد ديفيد
ليوبولد ديفيد (بالإنجليزية: Leopold David)‏ هو محامي وسياسي أمريكي، ولد في 1878، وتوفي في 1924.